# ارتم ساوین
ارتم ساوین (اوکراینی: Артем Сергійович Савін؛ زادهٔ ۲۰ ژانویهٔ ۱۹۸۱) بازیکن فوتبال اهل اوکراین است.
از باشگاه‌هایی که در آن بازی کرده‌است می‌توان به باشگاه فوتبال کریفباس کریفیی ریه، باشگاه فوتبال ماریوپول، باشگاه فوتبال متالورگ دونتسک، باشگاه فوتبال شاختار دونتسک، و باشگاه فوتبال زوریا لوهانسک اشاره کرد.